# Chuy
Chuy, è una città del dipartimento di Rocha in Uruguay.
Si tratta di una città di confine, adiacente alla città brasiliana di Chuí. È un fiorente centro commerciale.